# Professione
Con professione, nel mondo del lavoro, si indica qualunque attività manuale o intellettuale esercitata in modo continuativo a scopo di profitto o reddito.

## Accezione ed utilizzo del termine
Esistono diverse accezioni e utilizzi del termine professione, ad esempio:
- attività lavorativa e la relativa prestazione in generale, intesa sia come lavoro manuale (mestiere) sia come prestazione intellettuale contrapposta al primo;[2]

- libera professione; in realtà, le libere professioni (ordinistiche o meno) sono una piccola parte delle professioni; l'assimilazione del termine professione a libera professione è molto diffusa, specie in Italia (sia per l'esistenza del valore legale del titolo di studio che per l'obbligatorietà dell'iscrizione ad un ordine professionale per svolgere determinate professioni, due peculiarità italiane); la non correttezza dell'assimilazione è fondata anche sul fatto che per il fisco italiano professionista è colui il quale esercita "arti e professioni" ovvero le persone fisiche con un codice attività IVA che rientra in questa macrocategoria di lavoratori autonomi e che sono soggetti a ritenuta di acconto (a differenza di commercianti, artigiani, agricoltori). Questo è il significato restrittivo di professione[3];

- mestiere inteso come mansione (ad esempio "svolge la professione di cuoco", "svolge la professione di medico", "svolge la professione di insegnante", "svolge la professione di imprenditore", "svolge la professione di agente di borsa", "svolge la professione di magazziniere", "svolge la professione di web designer"). Da questo significato si utilizza il termine con significato estensivo per esprimere il concetto di "competente", "qualificato" e simili, pertanto, "professione" non è associabile, come spesso erroneamente si pensa, unicamente ai lavoratori autonomi.[3]

Concetto particolare è poi professione intesa come è "prestazione di servizi" (sia da parte di un lavoratore autonomo che di un lavoratore subordinato) di una professione regolamentata: ciò è generalmente stabilito dalla legge, come ad esempio nel caso dell'installatore di caldaie, che è un "professionista regolamentato" come stabilito dalla Direttiva dell'Unione Europea 2005/36/CE, relativa al riconoscimento delle qualifiche professionali tra stati membri UE. Questa direttiva (recepita in Italia con il decreto legislativo n.206/2007) amplia di molto (rispetto alla legislazione italiana) il concetto di professione regolamentata e di professionista (infatti, tratta di qualifiche professionali esercitate sia come dipendente che come autonomo). L'espressione "le professioni", identifica  l'insieme variegato e in continua evoluzione delle attività lavorative, o, meglio, dei mestieri disponibili sul mercato del lavoro.
L'introduzione della legge 4/2013 rileva un sistema dualistico attraverso una delineazione più certa delle tipologie di professioni in Italia, stabilendo nel quadro normativo attuale l'esistenza di Professioni ordinistiche e non ordinistiche.
Infine, esiste anche l'aggettivo professionale che si utilizza per intendere una persona che esegue una certa attività con particolare perizia, qualità e serietà, come se fosse un professionista. Esempio di espressione: "quella signora, nel tempo libero, confeziona abiti in maniera molto professionale". A volte si dice "professionale" anche per un prodotto o un'apparecchiatura di alta gamma, in quanto hanno caratteristiche e prestazioni simili a quelle impiegate dai professionisti.

## Il concetto e la "figura professionale"
Esiste una certa sovrapposizione di significati relativi a questo termine. In particolare libero professionista e professionista possono a volte essere utilizzati anche se talvolta impropriamente, come sinonimo. È corrente l'utilizzo di professionista come sinonimo di competente, qualificato, capace, esperto. Questo significato deriva, per traslazione, da quello proprio e originario.
Nel linguaggio degli specialisti di risorse umane, nel management e tra le agenzie del lavoro, si usa l'espressione di figura professionale per identificare un "lavoratore che ricopre una certa mansione". In realtà, il significato assume spesso la connotazione (vedi sotto) di "specialista" e lo si impiega quando la figura in oggetto è di competenza elevata, con un ruolo rilevante. Esempi di espressioni pubblicitarie che utilizzano questa accezione: "la nostra forza vendita è composta da grandi professionisti..."; "il prodotto è collaudato dagli abili professionisti del controllo qualità...", ecc. Inoltre, anche nel mondo dei social network utilizzati per stabilire contatti di lavoro e di affari (ad esempio, il principale di essi, LinkedIn), viene abbondantemente utilizzata la parola professionista come sinonimo di lavoratore insieme a quella di rete professionale.
Con l'introduzione del sistema ternario, in Italia si configurano le figure del professionista ordinistico e del professionista non ordinistico.